# 람보르기니 에스파다

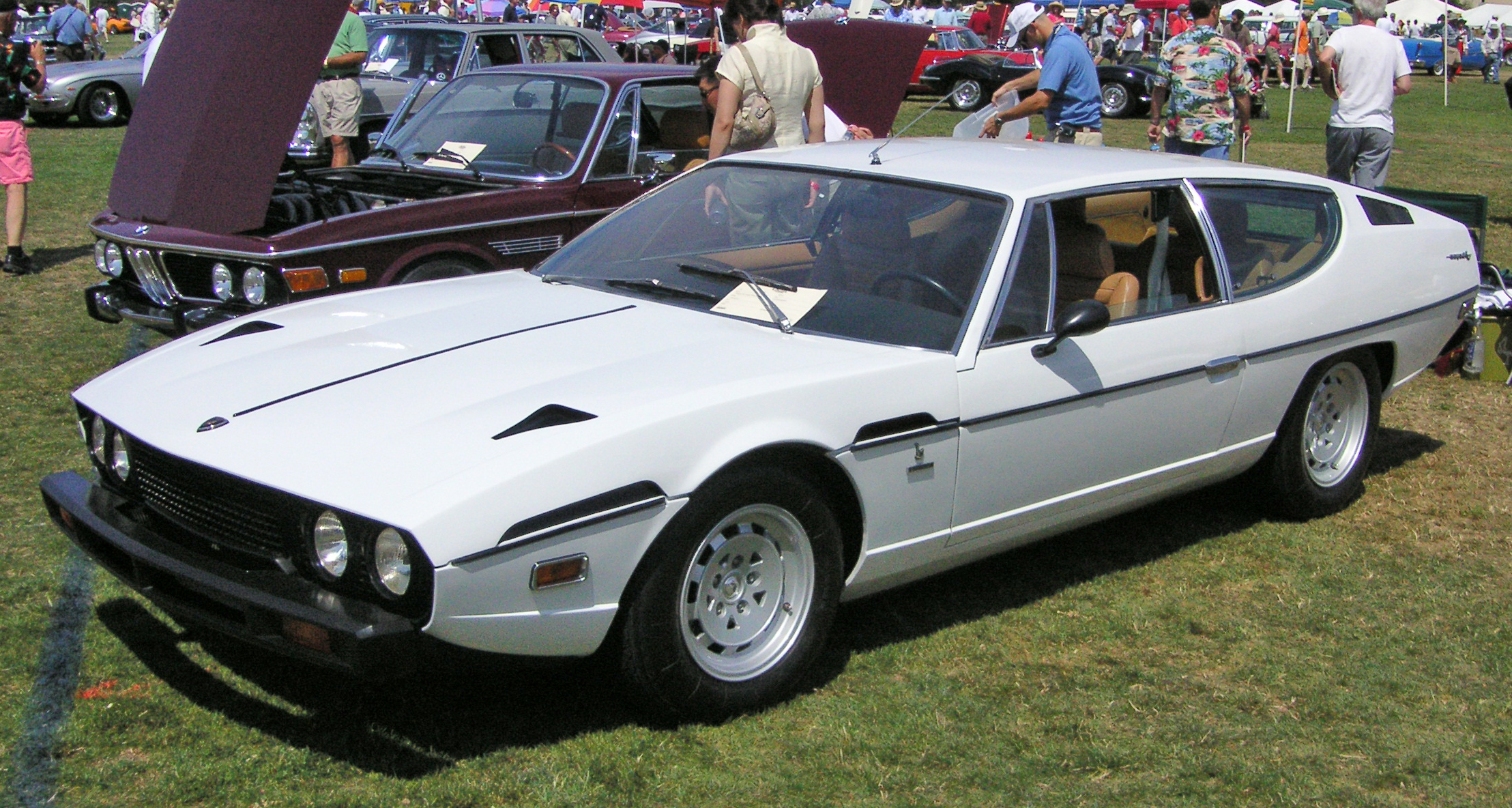
람보르기니 에스파다 S3

람보르기니 에스파다(Lamborghini Espada)는 이탈리아의 자동차 제조업체 람보르기니가 1968년부터 1978년까지 만든 그랜드 투어러이다.
람보르기니의 컨셉트 카인 마르잘과 재규어의 컨셉트 카 피라냐를 기반으로 만들어져 1967년 제네바 모터쇼에서 첫 공개됐다. 이미 4개의 좌석이 구비된 400GT나, 미우라가 생산되고 있었으나 그 당시를 기준으로 한다면 람보르기니 라인업에서 가장 현실적이며, 가장 실용적인 네 개의 좌석이 있는 쿠페였다. 람보르기니의 마지막 FR 자동차로서, 총 1,217대가 생산됐다.
당시 베르토네 소속의 마르첼로 간디니(Marcello Gandini)가 디자인을 담당했는데, 재규어 E타입의 차체를 기반으로 다시 만든 자동차이기 때문에 재규어 E타입과 에스파다는 서로 비슷한 자동차라고 할 수 있다. '에스파다'라는 이름의 뜻은, 스페인어로 검을 뜻한다. 조금 더 큰 뜻은 투우사들이 황소를 죽이는 것에 사용하는 검을 뜻하며, 투우사들이 자기 스스로를 검사라고 지칭하는 스페인의 구어이기도 하다.
에스파다는 325 제동마력(bhp)의 힘을 내는 4.0리터 V12 엔진을 장착하고 있으며, 독립된 서스펜션과 사륜구동에 사용하는 디스크 브레이크를 장착하고 있고, 5단 수동 변속기를 장착하고 있다. 에스파다 역시 자라마와 함께 3단 자동 변속기를 구비하고 있었지만 커다란 V12 엔진을 장착하기 위해 수동 변속기로 교체됐으며, 나중에 자동 변속기가 옵션으로 제공됐다.
약 10년 동안 좋지 않은 변화를 거쳤는데, 일단 에스파다 S1(1968-1970), 에스파다 S2(1970-1972), 에스파다 S3(1972-1978) 등 세 종류의 파생 모델이 제작됐다. 세 종류의 파생 모델 모두 엔진의 힘이 약간씩 상승했지만 외관 디자인은 변한 것이 하나도 없이 실내 디자인만 계속해서 고급스럽게 변했다. 대시보드와 운전대가 가장 많이 변화된 것은 S2였으며, 인테리어의 여러 부분이 많이 수정된 것은 S3였다. 1970년에 파워 스티어링 휠이 옵션으로 제공됐고, 1974년에 자동 변속기가 제공됐다. 1975년에 미국에 수출된 에스파다의 안전 사양 중에는 충격 흡수 범퍼가 있었기 때문에 몇몇 사람들은 앞서 여러 종류의 파생 모델에서 제공된 옵션을 기본적으로 제공해주는 에스파다 S4가 제작될 것이라 기대했다. 하지만 람보르기니는 공식적으로 더 이상의 생산이 없을 것이라 밝혔으며, 그 후에 에스파다의 생산은 끝나게 됐다. 베르토네가 4도어의 프로토타입 에스파다를 만들긴 했지만 생산해서 판매된 적은 한 번도 없다.

## 성능
람보르기니 에스파다는, 람보르기니가 만든 가장 실용적인 2도어 4시트 쿠페 자동차이다. 총 세 종류의 파생 모델이 있는데, S1은 에스파다 400 GT, S2는 에스파다 400 GTE, S3는 에스파다 400 GTS라고 부른다. 아래는 각 종류별 성능표이다.
| 이름              | 엔진        | 출력                          | 토크                | 0 - 60 mph (96 km/h) 가속 | 0 - 100 mph (160 km/h) 가속 | 쿼터마일       | 최고 속도 |
| ----------------- | ----------- | ----------------------------- | ------------------- | ------------------------- | --------------------------- | -------------- | --------- |
| 에스파다 S1 (GT)  | 3939 cc V12 | 325 제동마력(bhp) @ 6,500 RPM | 375 N·M @ 4,500 RPM | 6.5초                     | 15초                        | 15초 / 100 mph | 245 km/h  |
| 에스파다 S2 (GTE) | 위와 동일   | 350 제동마력(bhp) @ 7,500 RPM | 394 N·M @ 5,500 RPM | 6.6초                     | --                          | --             | 260 km/h  |
| 에스파다 S3 (GTS) | 위와 동일   | 위와 동일                     | 위와 동일           | 6.8초                     | --                          | --             | 250 km/h  |

에스파다 S1 (GT)의 경우 1세대와 2세대가 있는데, 2세대는 340 마력으로 출력이 높아졌다.

## 에스파다의 부활
1999년, 새로운 버전의 에스파다가 작업 중이라는 소문이 있었지만 람보르기니는 디아블로의 후속차 작업에 더 열중하겠다고 밝혔다. 물론 후속 에스파다와 관련된 여러 아이디어를 짜깁기한 디자인이 공개되기도 했다. 그리고 2009년, 람보르기니는 에스파다의 공식적인 부활을 알렸는데, 4시트인 것은 맞지만 2도어가 아닌 4도어 세단 모델의 에스토크를 발표했다.